# Loppa
Loppa é uma comuna da Noruega, com 690 km² de área e 1 294 habitantes (censo de 2004).         